# Владимир Трифуновић
Владимир Владо Трифуновић (Ракелићи код Приједора, 1938 — Београд, 17. јануар 2017) био је генерал-мајор Југословенске народне армије и командант 32. корпуса копнене војске у Вараждину на почетку рата у Хрватској.
Остао је упамћен по томе што је једино војно лице који је у Хрватској осуђен за ратни злочин а у Југославији за издају.

## Биографија
Владимир Трифуновић је рођен 1938. у селу Ракелићи, општина Приједор као десето дете у породици. Током официрске каријере сакупио је 43 године стажа, а селио се 17 пута.
22. септембра 1991. године, како би спасао око 280 војника и официра у окружењу, генерал Владимир Трифуновић је предао касарну у Вараждину, са великом количином наоружања, укључујући тенкове. Остављен на цедилу, у окружењу вишеструко бројнијих припадника Хрватске војске, уцењен животима својих жене и деце који су били таоци, генерал Трифуновић је у преговорима са хрватским официрима издејствовао је да они буду његови таоци док војници и официри ЈНА са лаким наоружањем напусте Вараждин и да им до слободне територије буде гарантована безбедност. Сам Трифуновић тврди да је својим подређенима издао задатак да онеспособе технику и борбена средства и да непријатељу нису оставили готово ништа.
У Београду је 1994. осуђен за издају. Њему је пребацивано то што није срушио брану да потопи цео Вараждин, чиме би подавио сопствене војнике, као и грађане Вараждина. Трифуновића је 1997, након снажног притиска демократске јавности аболирао тадашњи председник СР Југославије Зоран Лилић. Врховни суд Србије је 2010. године укинуо пресуду против њега и групе његових официра. Трифуновић се до краја живота борио правним средствима да и у Хрватској докаже да је невин.
Ослобођен је оптужби за ратни злочин над цивилима у Словенији 1991. године. Веће Жупанијског суда у Вараждину је 2013. донело одлуку да се процес против њега у Хрватској обнови.
Преминуо је 17. јануара 2017. на Војномедицинској академији у Београду. Сахрањен је 21. јануара 2017. у родним Ракелићима.

## Објављене књиге
- „Моја борба за истину”
- „Буђење савести у борби за истину и правну државу”
- „Нећу милост”